# AH Scorpii
AH Scorpii é uma estrela supergigante vermelha localizada na constelação de Scorpius. Uma das maiores estrelas conhecidas. Estima-se que a AH Scorpii tenha entre 1,411 raios solares, tornando-se uma das maiores estrelas de sua categoria.